# Marschnerstraße 29

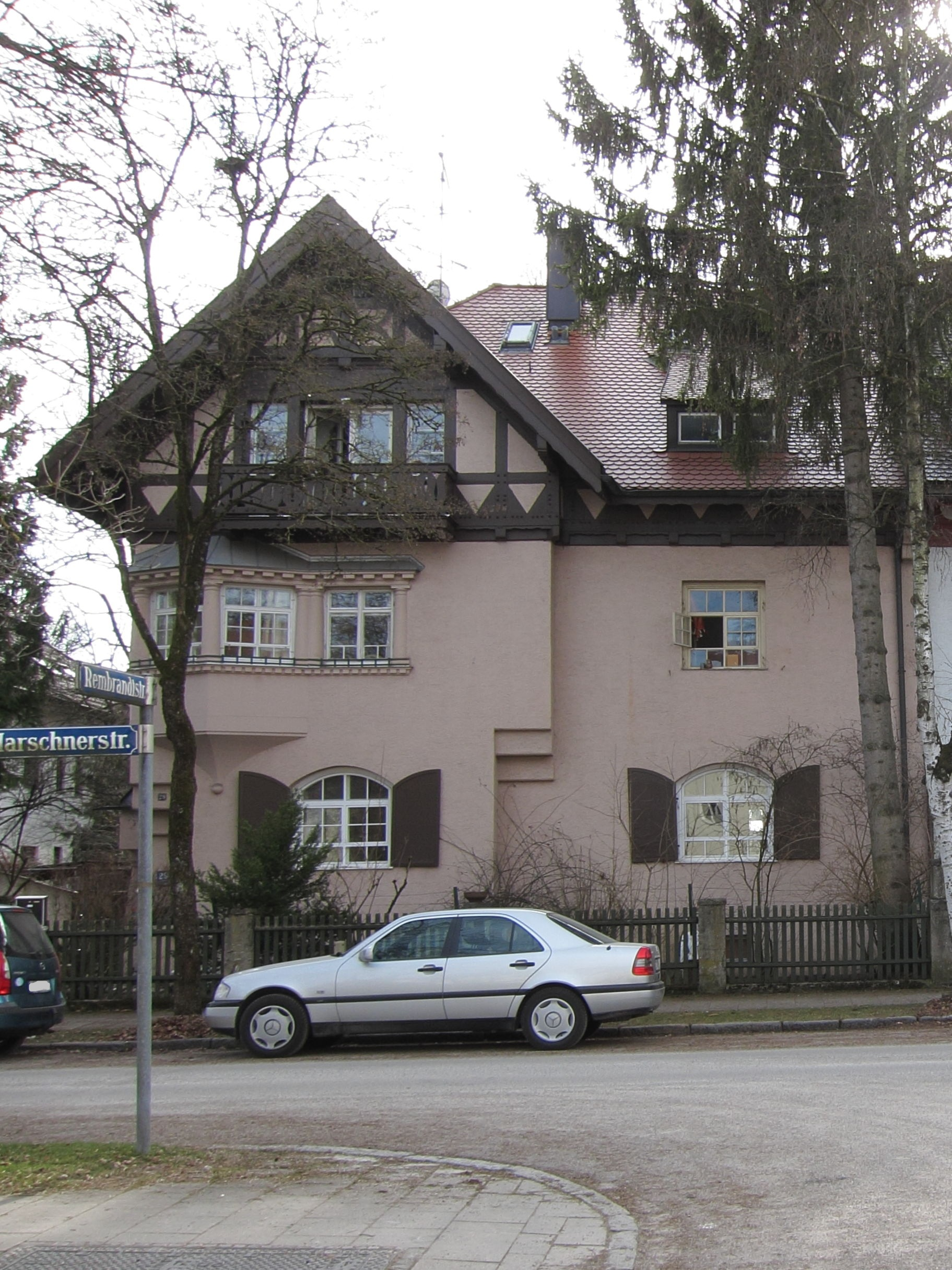
Haus Marschnerstraße 29 in Pasing

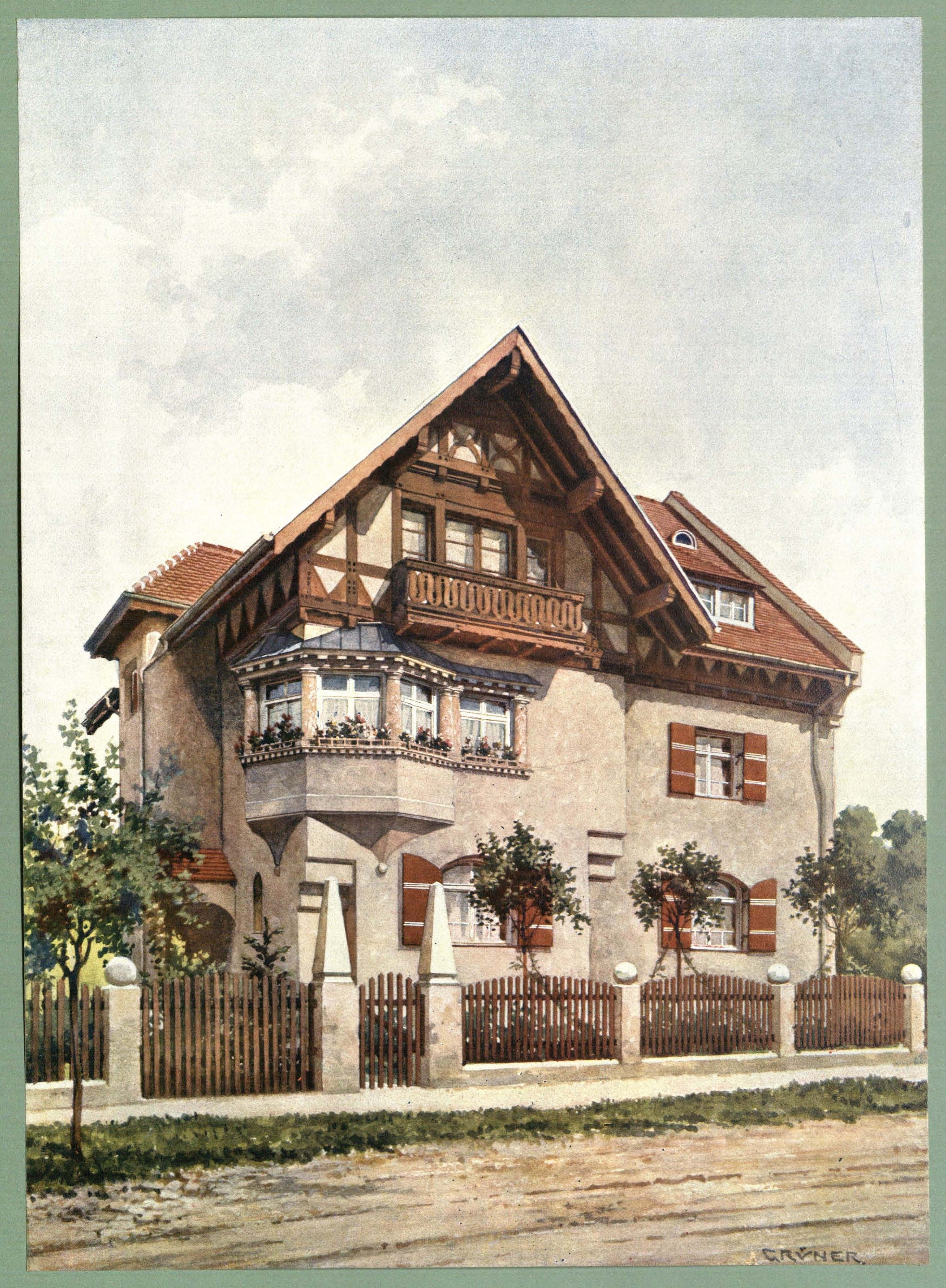
Aquarell (circa 1905), bevor die Nr. 31 angebaut wurde

Das Wohnhaus Marschnerstraße 29 im Stadtteil Pasing der bayerischen Landeshauptstadt München wurde 1902 errichtet. Die Villa im Heimatstil in der Marschnerstraße, die zur Villenkolonie Pasing II gehört, ist ein geschütztes Baudenkmal.
Die Doppelhaushälfte, die Nr. 31 wurde einige Jahre später angebaut, wurde nach Plänen des Architekten August Brüchle erbaut. Das zweigeschossige Haus mit Dachausbau und polygonalem Eckerker im Obergeschoss ist am Giebel in Fachwerkbauweise ausgeführt. Der Bau enthält pro Stockwerk eine Wohnung.